# Colar cervical

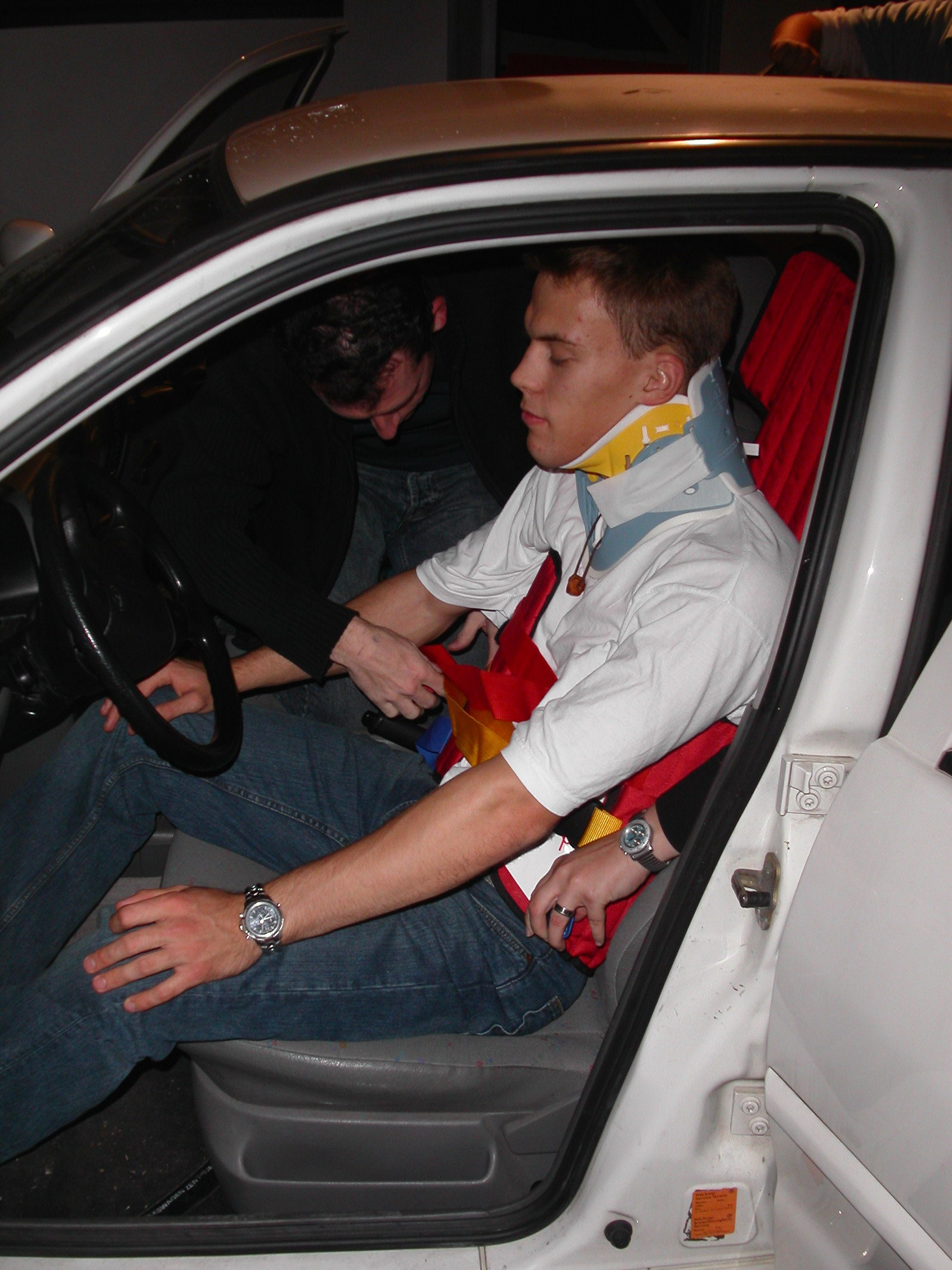
Colar cervical sendo utilizado em treinamento de resgate em automóvel

Colar cervical é um equipamento de saúde destinado à imobilização das articulações da região cervical, mantendo-as em posição anatômica e neutra. Existem dois tipos de Colar Cervical, São eles:
a) Ortopedico: Existem dois modelos, sendo que os mais comuns são fabricados em espuma, mantém a espinha cervical em posição neutra ou anatômica, proporcionando leve imobilização e auxiliando no tratamento de traumatismos, torcicolos e artrites. O formato anatômico e o acabamento em fecho aderente garantem o ajuste preciso do Colar, que possui ainda capa em tecido atoalhado para aumentar o conforto durante o uso.

b) Resgate: Fabricados em poliestireno de alta densidade e polietileno injetado. proporcionando Alta imobilização da região cervical (neste fim, deve-se sempre ser utilizado acompanhado de Imobilizador de Cabeça), equipamento imprescindível nos atendimentos de Atendimento Pré-Hospitalar e Inter-Hospitalar os quais seja necessária a imobilização e contenção desta região.